# La Vengeance du clown
 (août 2022).
Si vous disposez d'ouvrages ou d'articles de référence ou si vous connaissez des sites web de qualité traitant du thème abordé ici, merci de compléter l'article en donnant les références utiles à sa vérifiabilité et en les liant à la section « Notes et références ».
La Vengeance du clown (en France) ou Dernier tour de piste (au Québec) (Day of the Jackanapes) est le 13e épisode de la saison 12 de la série télévisée d'animation Les Simpson.

## Synopsis
Krusty, alors qu'il en avait marre de ses émissions, décide d'arrêter le show business ; il annonce qu'il allait préparer une grande soirée pour sa dernière émission.
Tahiti Bob prépare un plan pour se venger, lors de sa dernière émission. Il est embauché à l'école primaire de Springfield. Là, il ligote Bart dans une cabane et l'hypnotise pour l'utiliser comme arme contre Krusty.